# Elmiahallen
Elmiahallen, tidigare Tipshallen, är en fotbollshall  i stadsdelen Vättersnäs i Jönköping. Bygget påbörjades under andra halvan av 1983, och hallen invigdes under namnet Tipshallen den 24 februari 1984 med herrlandskampen Sverige-USA (4-0) i fotboll inför 4 000 åskådare, och var då Europas första moderna inomhushall för fotboll.
Hallsvenskan i fotboll arrangerades här och i Tipshallen i Växjö, årligen mellan 1988 och mitten av nittiotalet.
Nytt konstgräs invigdes under matchen Elmia United-Degerfors IF 1993. 2002 invigdes vad som då var Europas modernaste konstgräs.
Under 2003 spelades över 161 matcher, med sammanlagt cirka 3 200 spelare. 2004 startades Ungdomstider och nio större cuparrangemang, bland annat åtta landslagsläger. 2006 deltog 106 olika lag i futsal-cuper, och landslagsläger för döva hölls här. 2007 var det rekorddeltagande på vinterläger.
Under 2008 sattes nytt uthyrningsrekord, över 92 förhyrda timmar på en vecka.

## Evenemang
- 24 februari 1984 - Invigning med herrlandskampen Sverige-USA (4-0) i fotboll inför 4 000 åskådare
- 1988 - Premiär för Hallsvenskan i Elmiahallen
- 1989
  - Femårsjubileum med matchen Elmia United-AFC Ajax (2-4)
  - Dansbandsgala med 8 000 dansande
  - Konsert med rockgruppen Europe
  - SOC i bordtennis
- 4 mars 1995 - EM-semifinal i fotboll för damer, Sverige-Norge (4-1)
- 1998 - Match: Husqvarna FF-Sverige A
- 2000 - TV-sänd svensk mästerskapsfinal i femmannafotboll
- 1 februari 2001 - Herrlandskamp i fotboll, Sverige-Finland (0-1)
- 15 februari 2003 - Deltävling 1 av Melodifestivalen 2003
- 7 februari 2009 - Match: Jönköpings Södra IF-Husqvarna FF (3-1) inför 1 200 åskådare.